# 沃斯基什 (明尼蘇達州)
沃斯基什（英語：Waskish）是位於美國明尼蘇達州貝爾特拉米縣沃斯基什鎮區的一個非建制地區。

## 地理
沃斯基什所處的海拔為高於海平面360米（即1181英呎），而該地所採用的時區為UTC-6，即北美中部時區（CST）。同時該地設有夏令時間，為UTC-6調快一小時，即UTC-5（CDT）。